# Villains (Héroes)
Villains - Villanos es el octavo episodio de la tercera temporada de la serie de televisión estadounidense Héroes.

## Argumento
Hiro Nakamura, gracias a Usutu, presencia escenas del pasado en el 2006 revelando que:
- Elle y Noah antes fueron compañeros y que debían vigilar a Gabriel Gray luego de asesinar a Bryan y presumidamente a Chandra suresh, Elle durante el progreso finge ser su amiga y Noah lo vigila pero, cuando Gabriel empieza a sentir celos, al mismo tiempo perdiendo la cordura, ataca a Trevor (persona utilizada como cebo) ocasionando que este lo mate y luego de completar la misión Noah y Elle dejan de ser compañeros.

- Meredith y Flint son hermanos y ellos se dedicaban previamente a asaltar tiendas usando sus habilidades pyrokinicas, pero cuando Thompson le hace a Meredith una propuesta de ser parte de la compañía y capturar a Flint, Meredith no desea ser parte de esto y escapa con Flint ocasionando que Thompson los trate de detener y todo acaba en el accidente de tren sucedido en Odessa, el mismo incendio en el que Claire salvó una vida.

- Arthur Petrelli se encuentra en problemas con su hijo y decide ponerle fin con los matones de Linderman, pero irónicamente el sale ileso y Angela se entera del complot de su esposo para asesinar a su hijo, ocasionando que Arthur se vea en la obligación de "dejarle" pasar ese problema.

Angela, gracias a Linderman, es curada y con el haitiano se prepara para ponerle fin a Arhtur, consiguiendo envenenarlo, pero milagrosamente el veneno en lugar de matar a Arthur lo pone en un estado de coma, ocasionando que este construya a Pinehearts, así como también arreglarse para hacerles creer a su familia que fue cremado.
Hiro deja de presenciar todo esto y se dispone a viajar en el tiempo para detenerlo con Ando, cuando ambos escuchan gritos y encuentran el cadáver de Usutu. Arhtur emerge diciéndole que ha soñado demasiado con él y empieza a atacarlo, mientras Ando contempla esto asustado.<